# Karol Kisel
Karol Kisel (Košice, 15 maart 1977) is een voormalig profvoetballer uit Slowakije, die zijn loopbaan als middenvelder in 2014 beëindigde bij Slavia Praag. Hij speelde ook profvoetbal in Australië bij Sydney FC.

## Interlandcarrière
Kisel maakte deel uit van het Slowaaks voetbalelftal dat deelnam aan het voetbaltoernooi bij de Olympische Spelen in Sydney, Australië. Hij speelde 25 interlands (één goal) voor de nationale A-ploeg in de periode 2002-2007. Kisel maakte zijn debuut op 29 april 2002 in het Kirin Cup-duel tegen Japan in Tokio, dat eindigde in een 1-0 zege voor het gastland.

## Erelijst
Sparta Praag
- Tsjechisch landskampioen

2007, 2008
- Tsjechisch bekerwinnaar

2006, 2007, 2008
 Sydney FC
- Australisch landskampioen

2010